# بروتوسوكيات
الپروتوسوكيات (Protosuchidae) هي فصيلة من زواحف أشباه التمساحيات عاشت خلال عصور الترياسي المتأخر والجوراسي والطباشيري، وكانت آكلة للحوم.

## التوزيع
پروتوسوكيات الترياسي معروفة من ليسوتو وأريزونا، وپروتوسوكيات الجوراسي معروفة من أريزونا ونوڤا سكوشا وبولندا وجنوب أفريقيا، وپروتوسوكيات الطباشيري معروفة من الصين.

## وصلات خارجية
- Protosuchidae en The Paleobiology Database
- Protosuchidae en Taxon Search نسخة محفوظة 5 أبريل 2008 على موقع واي باك مشين.